# Massacre em Jenin em 2023
O Massacre em Jenin em 2023 ocorreu em 26 de janeiro de 2023, quando o Yamam e as Forças de Defesa de Israel realizaram um ataque contra militantes palestinos na cidade de Jenin, na Cisjordânia. De acordo com os militares israelenses, suas tropas entraram em Jenin para prender um esquadrão terrorista da Jihad Islâmica Palestina, que acusou de estar fortemente envolvido no planejamento e execução de vários grandes ataques terroristas contra civis e soldados israelenses. De acordo com o The Jerusalem Post, o objetivo era impedir um ataque terrorista planejado e prender três militantes procurados da Jihad Islâmica. 9 palestinos, incluindo 7 militantes e dois civis, foram mortos. Foi o ataque israelense mais mortífero ao campo de refugiados de Jenin em quase 20 anos.
Os militares israelenses disseram que pelo menos seis dos mortos eram homens armados. Os confrontos elevaram o número de mortes de militantes e civis palestinos em 2023 para trinta.

## Antecedentes
As tensões aumentaram desde os eventos que deram origem ao conflito israelo-palestino de 2021. No início de 2022, Israel iniciou uma campanha militar chamada Break the Wave (em português, Quebrar a Onda) após uma série de ataques palestinos contra israelenses. Alguns foram executados por cidadãos palestinos de Israel que apoiavam o Estado Islâmico. Vários foram iniciados por pistoleiros palestinos de Jenin e levaram quase todas as noites a buscas israelenses, prisões e incursões de demolição de casas. Jenin chamou a atenção mundial em maio, quando a jornalista da Al Jazeera Shireen Abu Akleh foi morta enquanto fazia uma reportagem sobre uma invasão do exército em seu campo de refugiados lotado. Os confrontos Gaza-Israel de agosto de 2022 seguiram-se a um ataque a Jenin, no qual as forças israelenses prenderam Bassam al-Saadi, um líder da Jihad Islâmica Palestina naquela área.
Mais de 170 palestinos, incluindo 30 crianças, foram mortos em 2022. Militantes armados foram uma proporção significativa das mortes de palestinos, mas muitos não portavam armas e às vezes eram civis. Algumas mortes ocorreram durante protestos contra colonos israelenses que estabeleceram postos avançados ilegais. Israel foi repetidamente acusado de uso excessivo da força, uma alegação que o país nega. Em 2023, antes do ataque, um terço dos palestinos mortos tinha ligações com grupos armados.

## Confrontos e consequências
No início de 26 de janeiro de 2023, a Yamam (Unidade Nacional de Combate ao Terror de Israel) e as Forças de Defesa de Israel entraram no campo de refugiados de Jenin, próximo à cidade de Jenin, na Cisjordânia, para deter militantes da Jihad Islâmica Palestina que disseram ter estado anteriormente envolvidos no planejamento e execução disparando contra alvos israelenses e planejando ataques adicionais. Um tiroteio começou depois que as forças israelenses entraram em contato com quatro militantes da Jihad Islâmica, com dois dos militantes sendo mortos. Escaramuças adicionais eclodiram depois disso entre as tropas israelenses e várias facções militantes palestinas, com quatro militantes do Hamas e um militante do Fatah sendo mortos nas três horas de combate. Dois civis, um homem e uma mulher, também foram mortos. A operação durou três horas e resultou em distúrbios entre centenas, e às vezes milhares, de residentes palestinos no campo.
Conforme relatado por um alto oficial do exército ao Haaretz, os soldados israelenses foram obrigados a usar mísseis antitanque, pois os militantes se barricaram em uma residência onde abriram fogo e lançaram artefatos explosivos na direção dos soldados. O oficial afirmou que o nível de força utilizado foi proporcional e que, se os militares julgassem necessário, teriam utilizado o poder aéreo. O alto número de vítimas foi atribuído ao "nível de ameaça contra as tropas" e não a qualquer mudança na política, de acordo com o funcionário.
Os militares israelenses anunciaram que tinham como alvo os locais de treinamento do grupo militante palestino depois que 10 ou mais foguetes foram lançados da Faixa de Gaza; de acordo com os militares, quatro foram interceptados, três caíram em áreas abertas e vários dentro de Gaza. Fontes de Gaza disseram à Al Jazeera sobre pelo menos 13 ataques aéreos israelenses no campo de refugiados de al-Maghazi após dois ataques com mísseis de drones.

## Reações

### Palestina
O governo palestino expressou sua condenação pelos assassinatos, que descreveu como um massacre. Apelou para uma intervenção internacional urgente. No final do dia, a liderança realizou uma reunião urgente e foi declarado que a "coordenação de segurança" não estava mais em vigor. Também referiu que iria imediatamente ao Conselho de Segurança solicitar a intervenção das Nações Unidas (ONU) e retomar os esforços para ingressar nas agências da ONU como membro pleno.
O vice-chefe do departamento político do Hamas, Saleh al-Arouri, referiu-se aos acontecimentos em Jenin como um "massacre" cometido pela "ocupação", afirmando que uma resposta armada não demoraria.

### Internacional
A Organização para a Cooperação Islâmica (OIC), com sede em Gidá, também condenou o "crime hediondo cometido pela ocupação israelense". O Egito denunciou o ataque israelense e pediu que parasse de atacar as cidades palestinas. O enviado da ONU instou as autoridades israelenses e palestinas a reduzir a escalada da situação na Cisjordânia. A Liga Árabe considerou o governo de Netanyahu totalmente responsável por cometer o "horrível massacre" e pediu uma ação internacional.
Os Emirados Árabes Unidos, a China e a França solicitaram uma reunião fechada do Conselho de Segurança para discutir os confrontos e as mortes.
O Ministério das Relações Exteriores e Expatriados da Síria declarou: "Israel, a potência ocupante e seu governo terrorista, acrescenta este massacre à sua história de atos de agressão e assassinato, aproveitando-se da impunidade oferecida por sucessivas administrações dos Estados Unidos".